# 安西直一
安西 直一（あんざい なおいち、明治5年12月2日（1872年12月31日） - 昭和28年（1953年）9月7日）は、日本の実業家、政治家。千葉県会議長。日本養鮑（名）社長。東京瓦斯会長を務めた安西浩は長男。昭和電工社長を務めた安西正夫は次男。孫に東京瓦斯相談役を務めた安西邦夫や実業家の安西孝之などがいる。

## 来歴・人物
千葉県夷隅郡清海村（のち興津町、現勝浦市）出身。父・八郎兵衛は漁師だった。
二松學舍修業。日露役に従軍する。郡会議長、県参事会員同議長町長。1953年（昭和28年）、東京・品川にて死去。享年80。
宗教は日蓮宗。趣味は碁、野球。

## 家族・親族

### 安西家
（千葉県夷隅郡興津町守谷）
- 父・八郎兵衛（漁師[3]）
- 妻・まつ（千葉県、佐藤三之助の長女[2]）
明治11年（1878年）生[2] - 昭和47年（1972年）2月7日没[5]
- 長男・浩[2]（東京瓦斯会長）
明治34年（1901年）10月生 - 平成2年（1990年）4月没
- 二男・正夫[2]（昭和電工社長）
明治37年（1904年）11月生 - 昭和47年（1972年）4月没
- 長女[2]